# Angelo Dundee

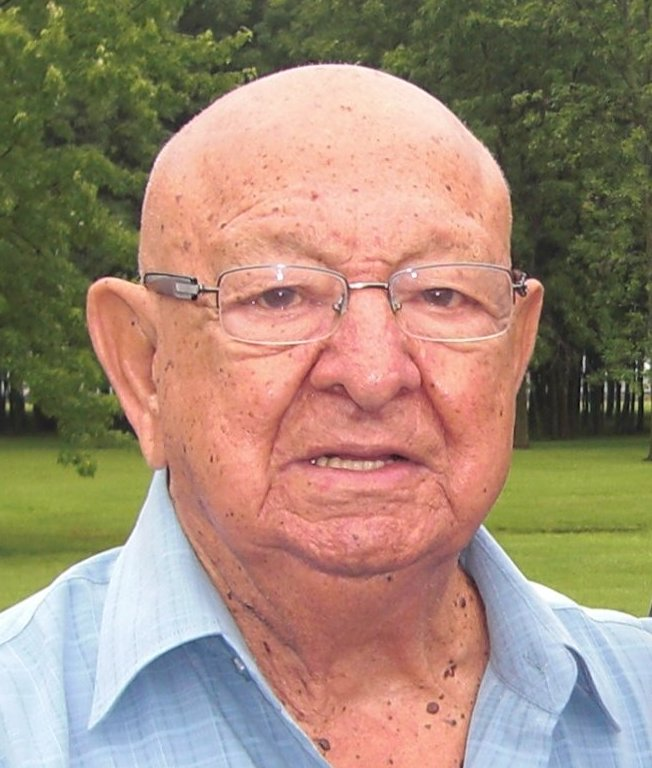
Angelo Dundee, 2010

Angelo Dundee, geboren als Angelo Mirena (Philadelphia (Pennsylvania), 30 augustus 1921 - Tampa (Florida), 1 februari 2012) was een Amerikaanse bokser, bokscommentator en bokstrainer die met vijftien wereldkampioenen heeft gewerkt, waaronder Muhammad Ali, Sugar Ray Leonard, Jose Napoles, George Foreman, Jimmy Ellis, Carmen Basilio en Luis Rodriguez.
Deze legendarische bokstrainer die 90 jaar oud is geworden heeft in zijn carrière  liefst vijftien wereldkampioenen begeleid, waaronder legendes als Sugar Ray Leonard en George Foreman. De bekendste was evenwel Muhammad Ali, die nog Cassius Clay heette toen ze in 1960 begonnen samen te werken. Dundee, een verfijnd strateeg, stond in de hoek van Ali tijdens diens onvergetelijke kampen als 'The Rumble in the Jungle' tegen George Foreman in 1974 in Zaïre en 'Thrilla in Manila' tegen Joe Frazier in 1975 in de Filipijnen.
In 1994 voerde Dundee zijn laatste kunststukje op toen hij George Foreman op 45-jarige leeftijd naar de wereldtitel leidde. 'Big George' is tot vandaag de oudste wereldkampioen ooit bij de zwaargewichten.(bron  afp/lpb)
Hij overleed aan een hartaanval op 90-jarige leeftijd en werd begraven in Clearwater.